# Cape Arid
De Cape Arid is een kaap in de Indische Oceaan aan de zuidkust van Australië. De kaap ligt in West-Australië in Nationaal park Cape Arid. Ze ligt op ongeveer 120 kilometer ten oosten van Esperance.
Bij de kaap ligt de grens tussen de mariene ecoregio Leeuwin en mariene ecoregio Grote Australische Bocht.